# Carl Levin
Carl Levin, född 28 juni 1934 i Detroit i Michigan, död 29 juli 2021 i Detroit, var en amerikansk demokratisk politiker. Han var ledamot av USA:s senat från delstaten Michigan 1979–2015, den mest långvariga senatorn från Michigan någonsin. Han var ordförande för senatens försvarsutskott 2001, 2001–2003 och 2007–2015.
Han avlade 1956 grundexamen vid Swarthmore College och 1959 juristexamen vid Harvard Law School. Han inledde sedan sin karriär som advokat i Detroit. Han gifte sig 1961 med Barbara Halpern och paret fick tre döttrar: Kate, Laura och Erica. Han var ledamot av stadsfullmäktige i Detroit 1969–1977, varav de fyra sista åren ordförande.
Levin var judisk. Hans bror Sander Levin var ledamot av USA:s representanthus från Michigan 1983–2019.
Carl Levin gifte sig med Barbara Halpern 1961 och de fick tre döttrar och sex barnbarn.